# Mykh Imi Corona
Mykh Imi Corona est une corona, formation géologique en forme de couronne, située sur la planète Vénus par -73° S et 99° E. Elle est localisée dans le quadrangle de Fredegonde. Elle a été nommée en référence à Mykh Imi, Khanty (Ob River Ugra) déesse de la terre. 

## Géographie et géologie
Mykh Imi Corona couvre une surface circulaire d'environ 150 km de diamètre. 